# 1311 Knopfia
1311 Knopfia este un asteroid din centura principală, descoperit pe 24 martie 1933, de Karl Reinmuth.